# Estrada Perdida
Estrada Perdida é um romance escrito por Telmo Vergara, publicado em 1939. Principal romance do autor, foi considerado por escritores como Mário de Andrade como a mais importante de suas obras, desenvolvendo e definindo algumas das características marcantes de seu estilo literário, tais como a análise psicológica das personagens e o retrato da modernização urbana a partir do contraste entre o campo e a cidade.

## Sobre o livro
Dividida em quatro partes, a história de A Estrada Perdida se passa em Porto Alegre, num período de duas décadas que vai de 1918 a 1938, isto é, do final da Primeira Guerra Mundial às vésperas da Segunda. É um momento de fortes transformações na cidade gaúcha, decorrentes do processo de urbanização. As paisagens construídas pelo livro, conforme o próprio autor, são as mesmas de sua infância, situadas numa Porto Alegre que deixava de existir, conferindo um forte tom nostálgico à obra. As personagens que compõem o enredo têm suas vidas transformadas em compasso com as alterações sofridas pela cidade.
Dentre a variedade de personagens, o autor privilegiou o retrato de indivíduos das camadas populares, sendo um dos primeiros escritores a representar o cotidiano da população negra de Porto Alegre. Alguns dos temas centrais de Estrada Perdida são a inevitabilidade da morte - representada por fenômenos como a Gripe Hespanhola, que vitimiza a maioria das personagens - e a aproximação iminente da Segunda Guerra Mundial.